# Geografía de América
El occidente de América mide 144 42 23km² 
Corresponde a la segunda masa de tierra más grande del planeta, después de Asia, con una extensión aproximada de 42 111 231 km². Se extiende de norte a sur desde el Cabo Morris Jesup (83ºN,Groenlandia) en el océano Glacial Ártico hasta el pasaje de Drake, que separa al continente de la Antártida. Su ciudad más oriental corresponde al cabo Branco en Brasil (34°47'W) mientras que el punto más occidental corresponde a la isla Attu en las islas Aleutianas (173°11'E), junto al estrecho de Bering que separa a Alaska de Asia.  Cubre el 8,3 % de la superficie total de la tierra y el 28,4 % de la tierra emergida; concentra el 14 % de la población humana.
Está compuesta por cuatro subcontinentes: América del Norte, América Central,  América del Sur y Antillas (También conocida como América Insular). De acuerdo a las teorías de la deriva continental y de las placas tectónicas, América del Norte y América del Sur habrían permanecido durante millones de años separadas. Luego de la división de Gondwana y Laurasia ambos subcontinentes habrían viajado hasta su actuales posiciones quedando unidos por Centroamérica, un puente de tierra surgido entre ellos por acción de la tectónica de placas, que fuera primero un arco insular y más tarde se convertirá en tierra continua.
El continente americano ocupa gran parte del hemisferio occidental del planeta. Se extiende desde el océano Ártico por el norte hasta las islas Diego Ramírez por el sur, en la confluencia de los océanos Atlántico y Pacífico, los cuales a su vez delimitan al continente por el este y el oeste, respectivamente.

## Zonas geográficas
| América del Norte                                                         | América Insular (Las Antillas)                 | América Central                                                                                      | América del Sur |
| ------------------------------------------------------------------------- | ---------------------------------------------- | --- | --- |
| Archipiélago Ártico Canadiense Gran Cuenca Grandes Llanuras Grandes Lagos | Las Bahamas Grandes Antillas Pequeñas Antillas | Sierra Madre Eje neovolcánico Placa tectónica del Caribe Sierra Maya Cordillera Central (Costa Rica) | Caribe Sudamericano Chocó biogeográfico Llanos del Orinoco Llanura del Amazonas Andes Altiplano Desierto del Pacífico Gran Chaco Guayanas Pampa Cono Sur Patagonia |
| Gran Cañón                                                                |                                                | Canal de Panamá                                                                                      | Amazonia |

## Superficie

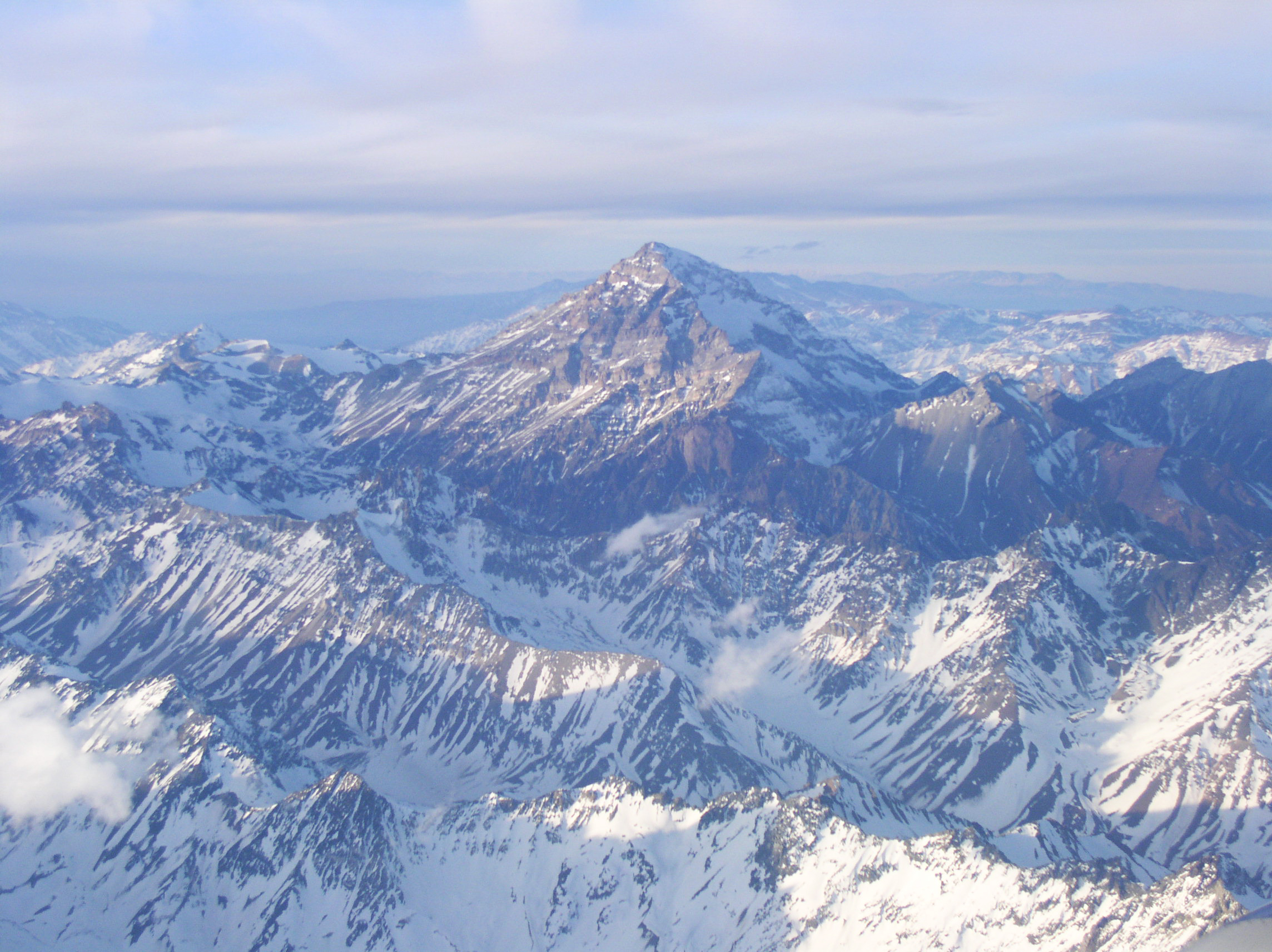
El Aconcagua, en Argentina, es con 6962.El punto más alto del mundo fuera del Himalaya en Asia, además de ser la cumbre de mayor altitud de los hemisferios meridional y occidental.

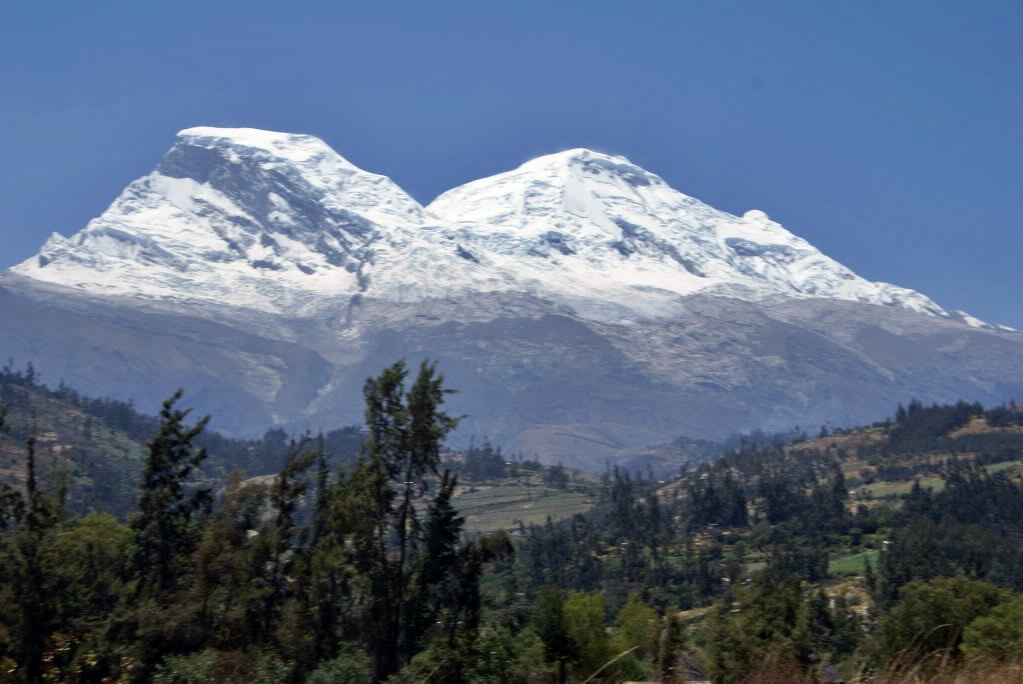
El Huascarán, en Perú, es con 6768 m s. n. m., el punto más alto de toda la zona intertropical del mundo, además de ser el lugar con la menor fuerza de atracción gravitacional de la Tierra.

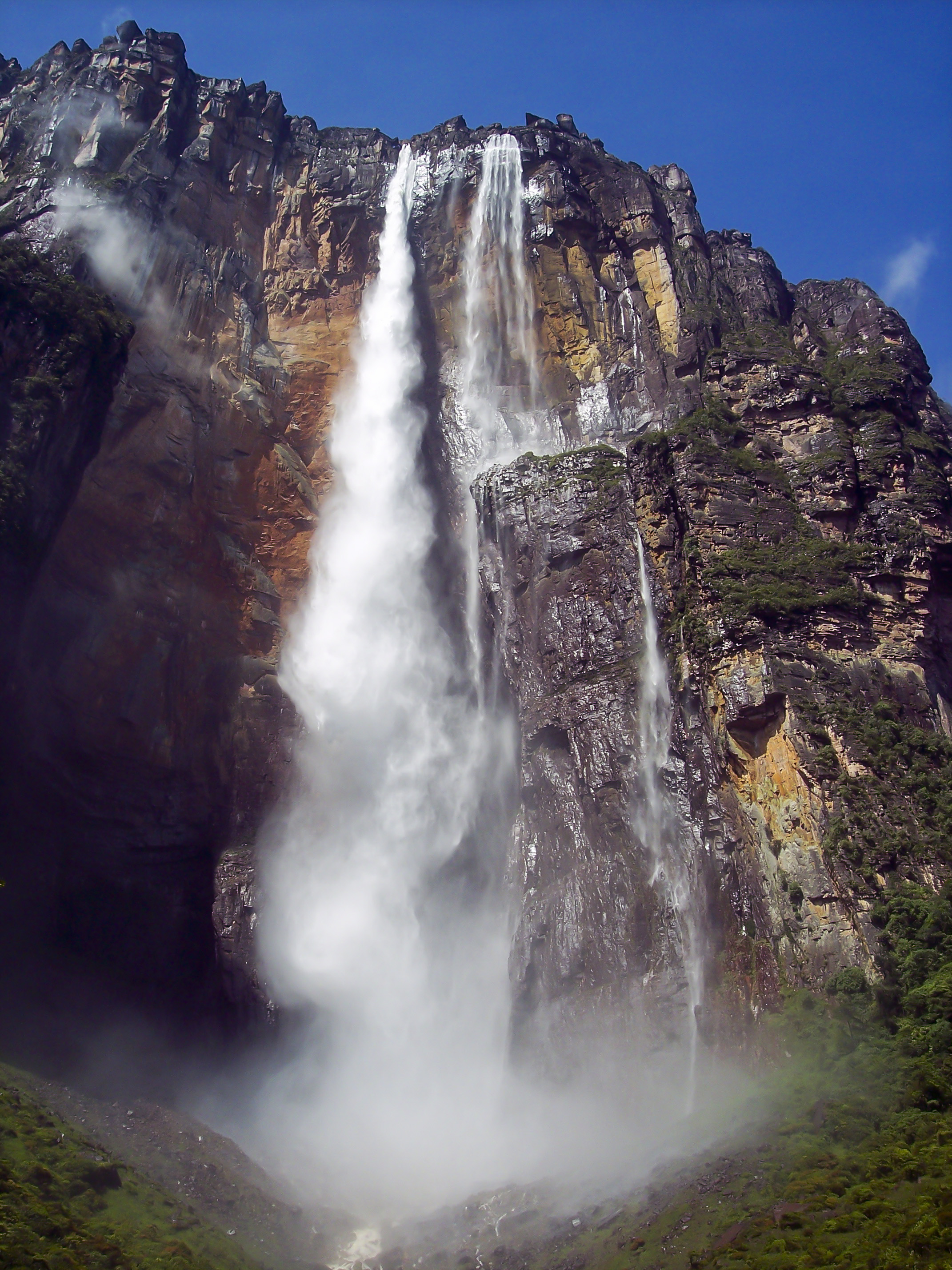
El Salto Ángel en Venezuela es la cascada o caída de agua más alta del mundo, con casi 1 km.

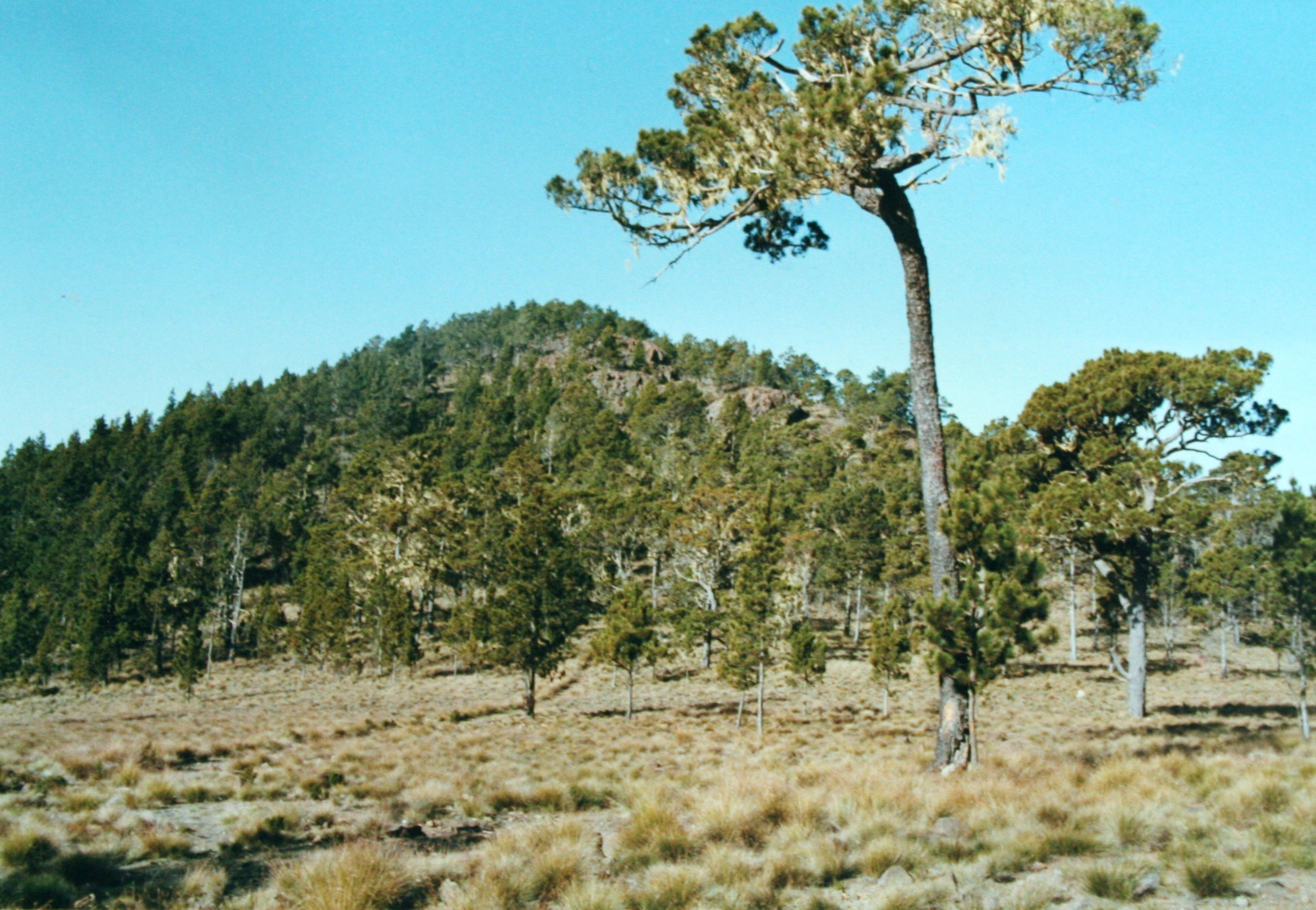
El Pico Duarte, localizado en la República Dominicana, es el pico más alto de la América Insular, con una elevación de Es el único lugar en el Caribe donde se registran heladas de manera ocasional.

La cumbre máxima del continente es el Aconcagua en Argentina, con 6960,8 m s. n. m.; es el punto más alto del mundo fuera de los Himalayas (en Asia), además de ser la cumbre de mayor altitud de los hemisferios meridional y occidental. La segunda cumbre continental es el nevado Ojos del Salado, entre Argentina y Chile, el cual destaca además por ser el volcán más alto del mundo.
América está compuesta básicamente por una serie de altas cordilleras en la costa occidental en las zonas de choques y hundimientos de placas tectónicas, como es el caso del Cinturón de fuego ubicado a lo largo de las placas continentales con la Placa Pacífica.
En América Del Norte, destacan del lado occidental las Montañas Rocosas, la cadena Costera, la sierra Madre Occidental, sierra Madre del Sur, la sierra de Baja California y la sierra de Nevada; del lado oriental, destacan únicamente los montes Apalaches. En el centro de América Del Norte se encuentran las llanuras más grandes del continente, destacando la zona de las Grandes Llanuras y la Mesa del Centro de México.
En América Central se encuentra solo una cadena montañosa que es la cordillera Centroamericana, la cual atraviesa todos los países de esta región, recibiendo un nombre distinto en cada uno de estos.
En las Antillas, el relieve es un arco insular combinado con valles, montañas, llanuras y mesetas que representan un gran atractivo turístico sobre la región; en las islas más grandes podemos encontrar la sierra Maestra, en Cuba, y los macizos Selle y Hotte, en la isla de La Española; el resto de las islas son puntas de montaña que sobresalen del mar siendo algunas planas y otras más escarpadas. 
En América del Sur destacan los Andes, en donde se encuentran todas las cimas más importantes del continente. Los Andes es la cordillera emergida más larga del mundo y es una de las principales fuentes económicas en los países donde se encuentra. También podemos encontrar llanuras como la llanura del Orinoco, del Amazonas, del Gran Chaco y la Pampa. En la costa del Atlántico se ubica también la meseta brasileña. La costa, aunque en gran parte es regular, presenta tramos desmembrados principalmente en sus extremos dando origen a las islas del Ártico canadiense y Groenlandia en el norte, y Chiloé y Tierra del Fuego en la zona austral. Otros grupos de islas importantes corresponden a las islas Aleutianas en el extremo noroccidental, las Antillas en el mar Caribe, las islas Galápagos en medio del océano Pacífico y las islas Malvinas en el Atlántico Sur.
| Montaña                | Altitud | País              |
| ---------------------- | ------- | ----------------- |
| Monte Aconcagua        | 6962    | Argentina         |
| Nevado Ojos del Salado | 6893    | Argentina - Chile |
| Monte Pissis           | 6795    | Argentina         |
| Nevado Huascarán       | 6768    | Perú              |
| Volcán Llullaillaco    | 6739    | Argentina - Chile |
| Cerro Mercedario       | 6720    | Argentina         |
| Yerupajá               | 6617    | Perú              |
| Nevado Sajama          | 6542    | Bolivia           |
| Volcán Antofalla       | 6440    | Argentina         |
| Illimani               | 6438    | Bolivia           |
| Ancohuma               | 6427    | Bolivia           |
| Nevado Coropuna        | 6425    | Perú              |
| Cerro de Incahuasi     | 6621    | Argentina - Chile |
| Cerro El Cóndor        | 6414    | Argentina         |
| Volcán Tupungato       | 6570    | Argentina - Chile |
| Nevado Huandoy         | 6395    | Perú              |
| Nevado de Cachi        | 6380    | Argentina         |
| Nevado Ausangate       | 6372    | Perú              |
| Nevado Huantsan        | 6369    | Perú              |
| Volcán Parinacota      | 6342    | Bolivia - Chile   |
| Nevado Ampato          | 6288    | Perú              |
| Cerro de la Majadita   | 6280    | Argentina         |
| Nevado Salcantay       | 6271    | Perú              |
| Volcán Chimborazo      | 6310    | Ecuador           |
| Cerro de los Patos     | 6239    | Argentina - Chile |
| Volcán Pular           | 6233    | Chile             |
| Monte Denali           | 6194    | Estados Unidos    |
| Volcán Aucanquilcha    | 6176    | Chile             |
| Cerro del Toro         | 6168    | Argentina - Chile |
| Volcán San Pedro       | 6145    | Chile             |
| Nevado Queva           | 6140    | Argentina         |
| Colangüil              | 6122    | Argentina         |
| Cerro Belgrano         | 6097    | Argentina         |
| Cerro Aracar           | 6095    | Argentina         |
| Cerro El Plomo         | 6070    | Argentina - Chile |
| Nevado Chachani        | 6057    | Perú              |
| Copiapó                | 6052    | Chile             |
| Volcán Socompa         | 6051    | Argentina - Chile |
| Cerro Pili             | 6046    | Chile             |
| Chaupi Orco            | 6044    | Bolivia - Perú    |
| Cerro Palpana          | 6040    | Chile             |

## Hidrografía

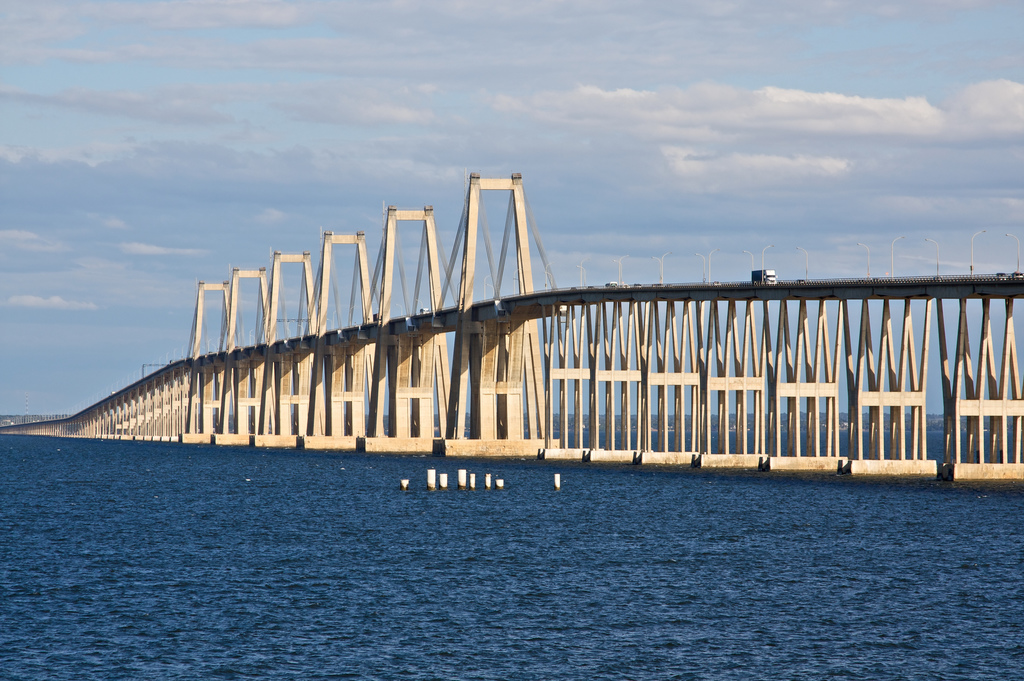
Lago de Maracaibo el lago más grande de Sudamérica.

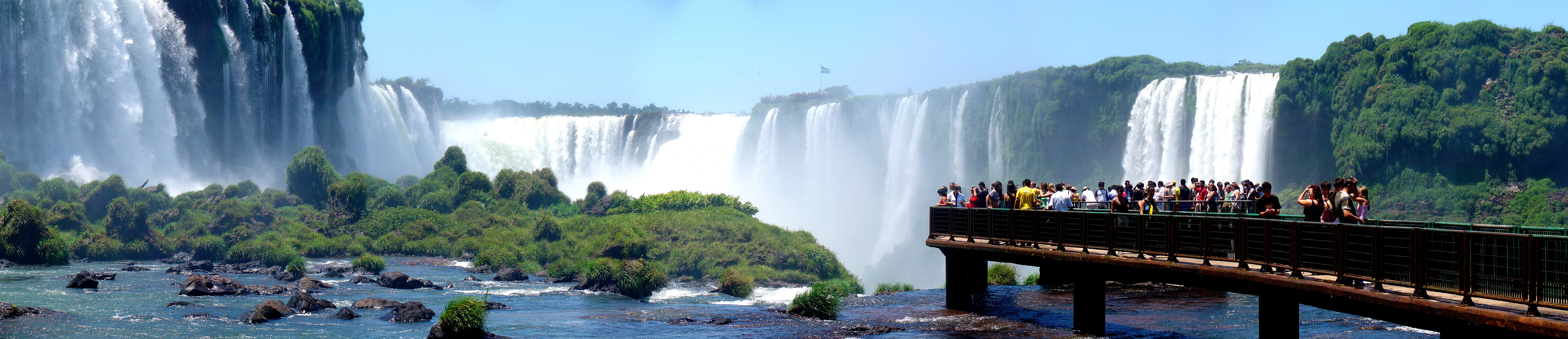
Las cataratas del Iguazú, entre la Argentina y Brasil; fueron reconocidas en el 2011 como una de las Siete maravillas naturales del mundo.

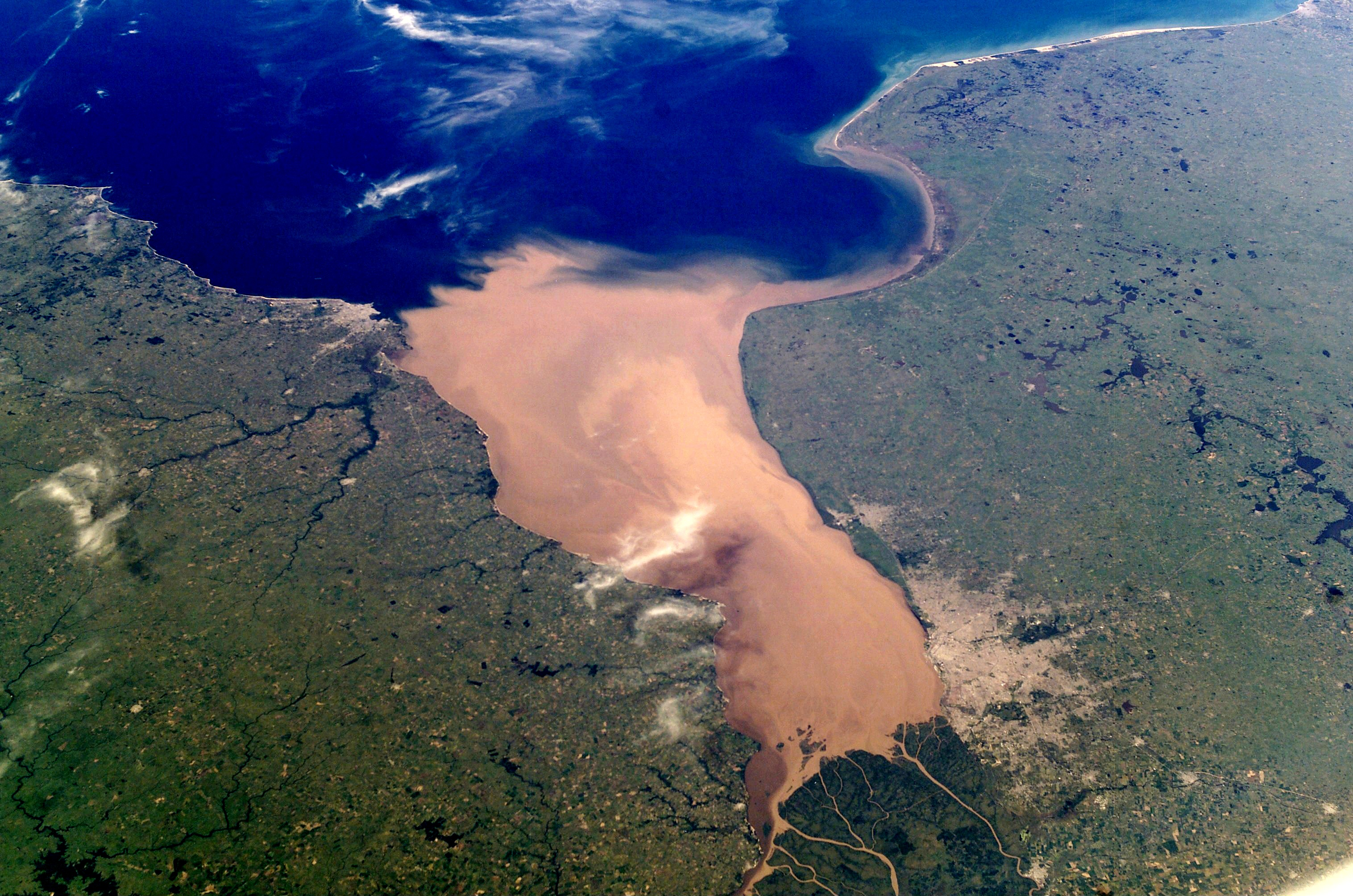
El Río de la Plata, entre Argentina y Uruguay, es tradicionalmente considerado como el río más ancho del planeta.

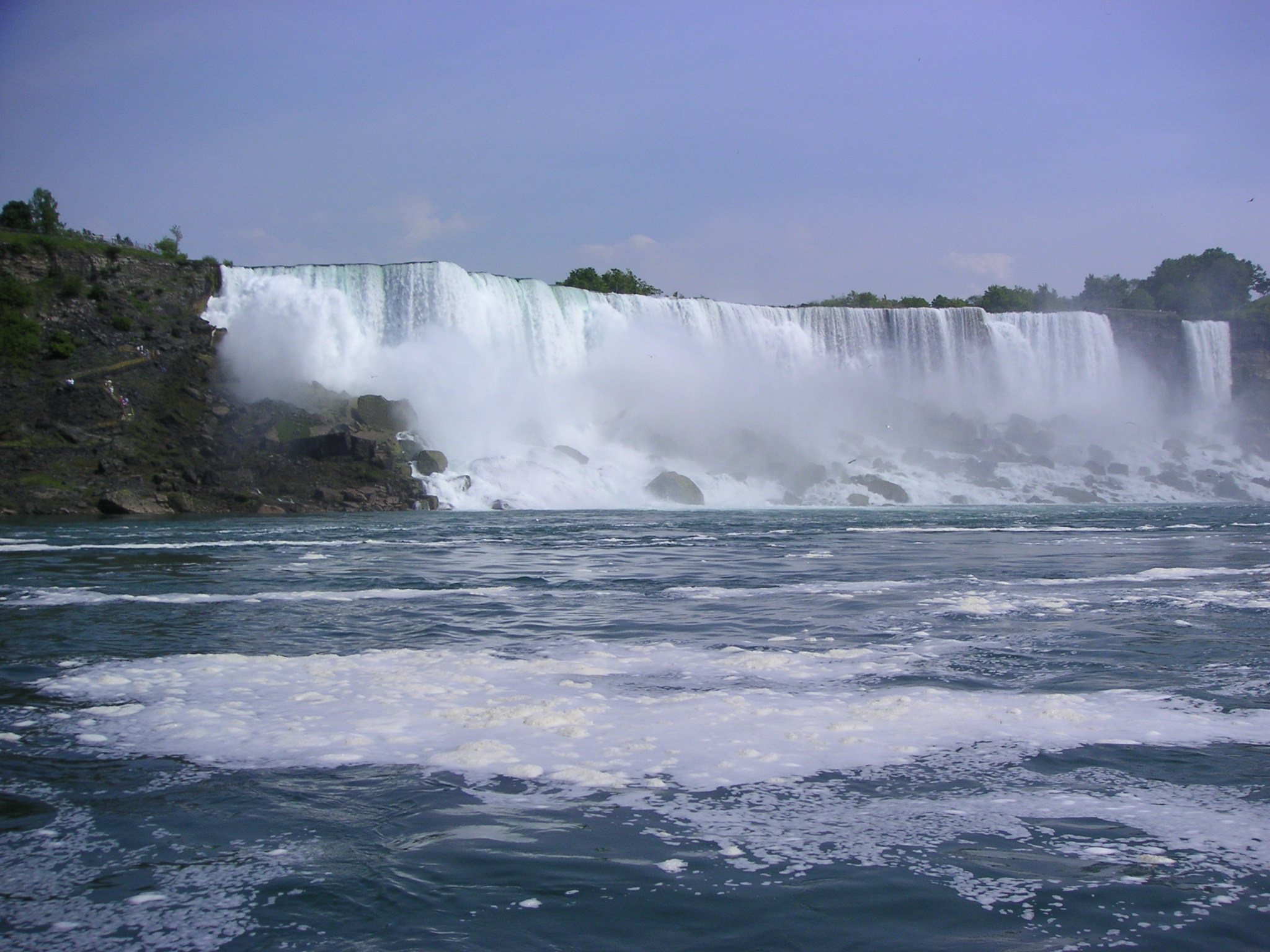
Vista aérea de las cataratas del Niágara, que conecta los lagos Ontario y Erie.

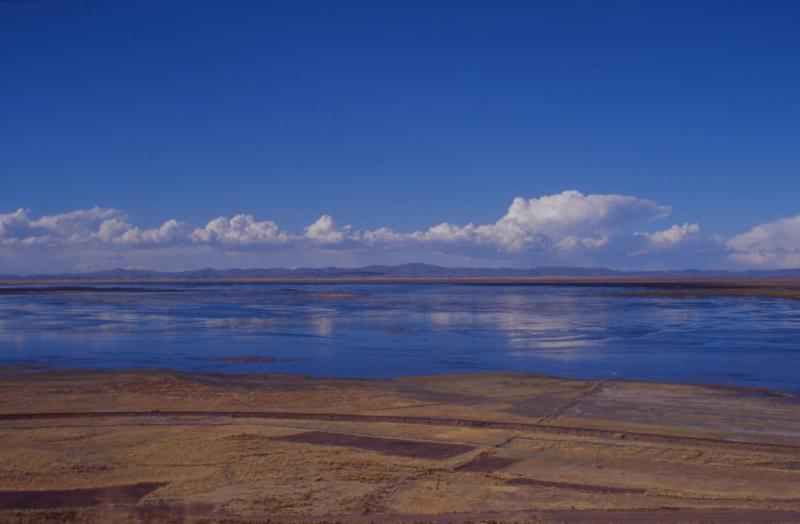
El lago Titicaca es el lago navegable a mayor altitud en el mundo.

La mayoría de los ríos de América discurren desde los sistemas montañosos del occidente y se distribuyen en las vertientes de los océanos Glacial Ártico, Atlántico y Pacífico. En la vertiente del Atlántico fluyen los ríos más largos, formando importantes cuencas que favorecen en todas las maneras a los habitantes de esas zonas.
En América del Norte se pueden identificar ríos de las tres vertientes existentes: el río Mackenzie que desemboca en la vertiente ártica, los ríos Yukón, Colorado y Columbia son los ríos más largos de la vertiente del océano Pacífico, mientras en la vertiente del Atlántico destacan los ríos Bravo, el sistema Misisipi-Misuri y el San Lorenzo. De todos ellos destaca el río Misisipi por ser el más largo y con la cuenca más grande en esta zona del continente, siendo el principal río de los Estados Unidos. En los lagos, sobresalen los de la región de los Grandes Lagos donde se encuentran los lagos Superior, Hurón, Míchigan, Ontario y Erie. Todos los lagos anteriores comparten un sistema lacustre de origen glacial, cuyas aguas se acumulan principalmente debido a los deshielos invernales. Estos lagos están comunicados por ríos pequeños, canales y esclusas, desembocando en el Atlántico a través del río San Lorenzo.
En América Central los ríos son cortos y por el clima corresponden principalmente a la vertiente atlántica. Estos ríos cumplen varias funciones, sirviendo incluso como fronteras; tal es el caso de los ríos Segovia o Coco (entre Honduras y Nicaragua). En esta zona, los lagos también son de menor extensión, destacando los lagos Nicaragua y Gatún, este último ubicado en el canal de Panamá.
Ya en América del Sur, reaparece las vertientes del Pacífico, aun cuando los ríos de la vertiente del Atlántico son más largos e importantes. Destacan en el subcontinente los ríos Orinoco, el sistema Paraná-Plata y el Amazonas. El río Amazonas es el más largo y el más caudaloso del mundo (aunque dependiendo del criterio usado es clasificado, en ocasiones, como el segundo más largo), el cual forma además una de las cuencas más grandes del mundo. Dentro de los lagos más importantes de América del Sur se cuenta con el lago de Maracaibo, el Titicaca, el Poopó y el Buenos Aires-General Carrera.
| Río             | Longitud (km) | Principales países atravesados       |
| --------------- | ------------- | ------------------------------------ |
| Amazonas        | 6440          | Perú, Colombia, Brasil               |
| Misisipi-Misuri | 6019          | Estados Unidos                       |
| Mackenzie       | 4240          | Canadá                               |
| Paraná-Plata    | 4200          | Brasil, Paraguay, Argentina, Uruguay |
| Madera          | 3239          | Bolivia, Brasil                      |
| São Francisco   | 3199          | Brasil                               |
| Yukón           | 3185          | Canadá, Estados Unidos               |
| Bravo o Grande  | 3033          | Estados Unidos, México               |
| Saskatchewan    | 2575          | Canadá                               |
| Colorado        | 2333          | Estados Unidos, México               |
| Orinoco         | 2150          | Venezuela, Colombia                  |
| Columbia        | 1953          | Canadá, Estados Unidos               |
| Magdalena       | 1543          | Colombia                             |
| Cauca           | 1350          | Colombia                             |
| Río Usumacinta  | 1200          | Guatemala, México                    |

## Clima
Debido a que el continente se extiende de norte a sur, cuenta con corrientes frías y cálidas.
Aquí trataremos los climas con la clasificación de Köppen (véase:Clasificación climática de Köppen).

### Climas áridos
Como así también San Juan, en donde el clima es súper cálido, y pesado
Este clima se localiza en las zonas subtropicales cercanas a la latitud 30° y su distribución corresponde a la continentalidad y a las corrientes oceánicas. Se puede encontrar el clima seco desértico (Bw) en el sur de Estados Unidos y norte de México, además de encontrarse en la Patagonia, Perú y Chile, este clima tiene región natural de Desierto; el clima seco estepario (Bs) se tiene alrededor de las zonas desérticas y corresponde a la Estepa.

### Climas templados
Las tundras templadas se extienden en las latitudes medias y subidas de montaña, principalmente se desarrollan en el lado del océano Atlántico. Podemos encontrar el clima templado con lluvias todo el año (Cf) que abarca franjas costeras de Canadá, Alaska y sur de Chile, este clima de lluvias produce un Bosque Mixto; el clima templado con lluvias en verano (Cw) es el clima más extendido sobre el continente, cubre la porción sureste de Estados Unidos, centro de México y sureste de Brasil, la región natural que le corresponde es la pradera; el clima templado con lluvias en invierno (Cs) se limita nada más a la costa oeste de Estados Unidos y la costa del centro de Chile.

### Climas fríos y polares
Se encuentran en gran parte de Norteamérica; en Sudamérica solo en los países más australes (principalmente los del Cono Sur). El clima frío con lluvias todo el año (Df) ocupa gran parte de Alaska, Canadá y zonas del este de Estados Unidos, aun podemos encontrar Bosques de Coníferas; en los climas polares encontramos el clima polar de tundra (Et), clima polar de hielos perpetuos (Ef) y el clima polar de montaña (Eb) todos estos se encuentran en las Montañas Rocosas, los Andes y el norte de Canadá y Groenlandia.